# Решкуца (Олт)
Решкуца (рум. Reșcuța) насеље је у Румунији у округу Олт у општини Добрословени. Oпштина се налази на надморској висини од 83 m.

## Становништво
Према подацима из 2002. године у насељу је живело 481 становника, од којих су сви румунске националности.